# Avernus taeniatifrons
Avernus taeniatifrons är en insektsart som beskrevs av Schmidt 1932. Avernus taeniatifrons ingår i släktet Avernus och familjen spottstritar. Inga underarter finns listade i Catalogue of Life.